# Monika Brodka
Monika Maria Brodka (sinh ngày 7 tháng 2 năm 1987) là một nữ ca sĩ kiêm nhạc sĩ người Ba Lan, nổi lên nhờ thành tích quán quân mùa 3 của cuộc thi Pop Idol phiên bản Ba Lan (Idol) vào năm 2004. Kể từ đó cô đã phát hành 3 album, trong đó album năm 2010 là Granda đã được giới chuyên môn đánh giá cao tại Ba Lan và cả nước ngoài. Brodka đã nhân nhiều đè cử của giải Fryderyk, còn những đĩa đơn của cô gồm "Ten", "Dziewczyna Mojego Chłopaka", "Miałeś być" và "Znam Cię Na Pamięć" đều từng đứng đầu bảng xếp hạng âm nhạc Ba Lan.

## Lịch sử hoạt động

### Đầu sự nghiệp
Sau khi đăng quang cuộc thi Pop idol phiên bản Ba Lan vào năm 2004, Monika Brodka đã phát hành album phòng thu đầu tay tên là Album – nhạc phẩm giành được chứng chỉ vàng chỉ sau một tháng ra mắt.
Tháng 11 năm 2006, cô phát hành album thứ hai với tên gọi Moje piosenki (My Songs) và cũng giành được chứng chỉ vàng nhờ đĩa này.

### Granda(2010–2011)
Sau 4 năm tạm ngừng hoạt động, album phòng thu thứ của Brodka mang tên Granda được phát hành vào tháng 9 năm 2010. Album thể hiện một sự thay đổi lớn trong định hướng âm nhạc và được tờ The Guardian miêu tả là "dựa trên nền nhạc electro, rock và roots nhưng vẫn trung thành với pop trong lối tiếp cận và thực hiện, đĩa nhạc này sở hữu sức sống và sự táo bạo làm cho hầu hết các nghệ sĩ alt-rock của Ba Lan phải cảm thấy hổ thẹn". Granda giành cú đúp chứng chỉ bạch kim tại Ba Lan vào tháng 11 năm 2011.

### LAXEP (2012)
Tháng 5 năm 2012, Brodka phát hành một đĩa EP lấy tên LAX, được thực hiện tại phòng thu Red Bull Studios tại Los Angeles cùng với nhà sản xuất kiêm kỹ sư âm nhạc Bartosz Dziedzic. Đĩa EP có hai bài hát mới bằng tiếng Anh là "Varsovie" và "Dancing Shoes" cũng mang đến một số bài remix. Brodka đã đoạt giải Fryderyk năm 2013 cho Bài hát của năm ("Varsovie") và nhận hai đề cử ở các hạng mục Album của năm (LAX) và Nghệ sĩ của năm.

## Danh sách đĩa nhạc

### Album
| Tựa           | Chi tiết album                                                                                             | Vị trí xếp hạng cao nhất | Chứng chỉ         |
| Tựa           | Chi tiết album                                                                                             | POL                      | Chứng chỉ         |
| ------------- | --- | ------------------------ | ----------------- |
| Album         | - Phát hành: 25 tháng 10 năm 2004 - Hãng đĩa: BMG Poland - Định dạng: CD, LP, tải kĩ thuật số              | 6                        | - POL: Vàng       |
| Moje piosenki | - Phát hành: 20 tháng 11 năm 2006 - Hãng đĩa: Sony BMG - Định dạng: CD, LP, tải kĩ thuật số                | 7                        | - POL: Vàng       |
| Granda        | - Phát hành: 20 tháng 9 năm 2010 - Hãng đĩa: Sony Music - Định dạng: CD, CD/DVD, LP, tải kĩ thuật số       | 2                        | - POL: 2 bạch kim |
| Clashes       | - Phát hành: 13 tháng 5 năm 2016 - Hãng đĩa: Kayax, Play It Again Sam - Định dạng: CD, LP, tải kĩ thuật số | 1                        | - POL: Bạch kim   |
| Brut          | - Phát hành: 30 tháng 5 năm 2021                                                                           |                          |                   |

### EP
| Tựa               | Chi tiết album                                                                                  | Vị trí xếp hạng cao nhất |
| Tựa               | Chi tiết album                                                                                  | POL                      |
| ----------------- | ----------------------------------------------------------------------------------------------- | ------------------------ |
| Mini Album vol. 1 | - Phát hành: 27 tháng 9 năm 2004 - Hãng đĩa: BMG Poland - Định dạng: CD, tải kĩ thuật số        | 2                        |
| Mini Album vol. 2 | - Phát hành: 25 tháng 10 năm 2004 - Hãng đĩa: BMG Poland - Định dạng: CD, tải kĩ thuật số       | 21                       |
| LAX               | - Phát hành: 30 tháng 5 năm 2012 - Hãng đĩa: Kayax - Định dạng: CD, CD/DVD, LP, tải kĩ thuật số | 35                       |
| Sadza             | - Phát hành: 2022 - Hãng đĩa: Kayax                                                             |                          |

### Album trực tiếp
| Tựa           | Chi tiết album                                                                                   | Vị trí xếp hạng cao nhất |
| Tựa           | Chi tiết album                                                                                   | POL                      |
| ------------- | ------------------------------------------------------------------------------------------------ | ------------------------ |
| MTV Unplugged | - Phát hành: 7 tháng 12 năm 2018 - Hãng đĩa: Kayax - Định dạng: CD, LP, tải kĩ thuật số, box set | 1                        |

### Đĩa đơn
| "Ten"                                                                             | 2004 | 1  |                   | Album                 |
| "Dziewczyna mojego chłopaka"                                                      | 2004 | 1  |                   | Album                 |
| "Miałeś być"                                                                      | 2005 | 1  |                   | Album (tái phát hành) |
| "Znam Cię na pamięć"                                                              | 2006 | 1  |                   | Moje piosenki         |
| "Miał być ślub..."                                                                | 2007 | —  |                   | Moje piosenki         |
| "W pięciu smakach"                                                                | 2010 | —  |                   | Granda                |
| "Granda"                                                                          | 2010 | —  |                   | Granda                |
| "Krzyżówka dnia"                                                                  | 2011 | —  |                   | Granda                |
| "Varsovie"                                                                        | 2012 | —  |                   | LAX                   |
| "Dancing Shoes" (Kamp! remix)                                                     | 2012 | —  |                   | LAX                   |
| "Elektryczny" (với Dawid Podsiadło)                                               | 2014 | —  |                   | Męskie Granie 2014    |
| "Horses"                                                                          | 2016 | —  |                   | Clashes               |
| "Santa Muerte"                                                                    | 2016 | —  |                   | Clashes               |
| "Up in the Hill"                                                                  | 2016 | —  |                   | Clashes               |
| "My Name Is Youth"                                                                | 2017 | —  |                   | Clashes               |
| "Nieboskłon" (với Tomasz Organek và Piotr Rogucki)                                | 2017 | —  |                   | Męskie Granie 2017    |
| "Wszystko, czego dziś chcę" (with A_GIM)                                          | 2018 | 61 | - POL: 2 Bạch kim | Rojst (soundtrack)    |
| "Granda" (Rework) (với The Dumplings)                                             | 2018 | —  |                   | MTV Unplugged         |
| "Varsovie" (Live)                                                                 | 2018 | —  |                   | MTV Unplugged         |
| "Syberia" (Live) (với Krzysztof Zalewski)                                         | 2019 | —  |                   | MTV Unplugged         |
| "—" chỉ bản nhạc không được xếp hạng hoặc không được phát hành tại thị trường đó. |      |    |                   |                       |